# Unsraw
UnsraW (jap. アンスロウ Ansurō) – japoński zespół heavymetalowy visual kei związany z wytwórnią Speed Disk. Został założony w kwietniu 2006 roku.

## Historia
Po rozpadzie niezależnego zespołu COЯE THE CHILD, wokalista Yūki i perkusista Shou rozpoczęli nowy projekt o nazwie UnsraW. Zespół został odkryty przez wytwórnię Speed Disk, znaną ze współpracy z zespołami visual kei.
Po podpisaniu kontraktu ze Speed Disk, UnsraW wydali single „–9–” i „Gate of Death”. Oba single były ograniczone w nakładzie do 1000 kopii i zostały szybko wyprzedane. Pod koniec 2006 roku zespół wydał swoje pierwsze EP „Spiral Circle” w dwóch wersjach, które również wyprzedały się wkrótce po ich wydaniu.
Od 2007 roku, UnsraW zaczęło wydawanie materiałów w Europie poprzez wytwórnię CLJ Records, z ich pierwszym albumem „Spiral Circle –Complete–” i koncertowym DVD „Screaming Birthday”. Latem 2007 roku zespół wydał kolejne single zatytułowane „Abel” i „Kein” (odniesienie do Kain i Abel). „Abel” został wydany w sierpniu, podczas gdy „Kein” ukazał się 26 września. Zostały one wydane jako jeden album w Europie z bonusowym utworem, a później w Japonii z innym bonusowym utworem.
Po kilku występach na początku 2008 roku, Yūki nagle zachorował i nie mógł występować z zespołem. Reszta członków wykonała instrumentalny pokaz, nie chcąc anulowania występów. W kwietniu okazało się, że Yūki wróci do zespołu, ale nadal walczy z chorobą płuc. W maju zespół ogłosił, że wstrzymują działalność dopóki Yūki nie wyzdrowieje.
W czerwcu 2009 roku UnsraW ogłosili, że Yūki wyzdrowiał, i że dadzą dwa koncerty na żywo w sierpniu, aby to uczcić. Niestety, z powodu kontuzji ręki nabytej w wypadku motocyklowym w dniu 24 grudnia 2008 roku, basista Jun postanowił odejść z zespołu. Po ponownym uruchomieniu działalności w sierpniu, UnsraW zapowiedziało wydanie pierwszego singla po roku przerwy. Singiel ukazał się 23 września i zawierał trzy utwory: Nightmare, Reborn, i Switch.
13 stycznia 2010 roku ogłoszono, że Rai odchodzi z zespołu 27 lutego po ich europejskiej trasie koncertowej. 27 lutego ogłoszono, że mają dwóch nowych członków: Madoka i Jin. Zapowiedziano również, że 19 kwietnia 2010 dadzą koncert o nazwie „TRACE OF GUILT” w Takadanobaba AREA. 3 marca 2011 roku ogłoszono, że UnsraW zostanie rozwiązany po odejściu wokalisty Yūki. Informacja ta została zamieszczona na ich oficjalnej stronie, a zespół nadal będzie wykonywać swoje pozostałe zaplanowane pokazy.

## Członkowie
- Madoka (jap. 円) – gitara
- Tetsu (jap. 哲) – gitara
- Jin (jap. 迅) – gitara basowa
- Shou (jap. 匠) – perkusja

### Byli
- Jun (jap. 准) – gitara basowa
- Rai (jap. 礼) – gitara
- Yūki (jap. 勇企) – wokal

## Dyskografia

### Albumy
- Spiral Circle –Complete– (24 stycznia 2007)
- Abel/Kein (26 września 2007)

### Minialbum
- Spiral (20 grudnia 2006)
- Calling (28 marca 2007)
- Abel (29 sierpnia 2007)
- Kein (26 września 2007)
- Guilty (21 kwietnia 2010)

### Single
- –9– (30 sierpnia 2006)
- Gate of Death (25 października 2006)
- Lustful Days (27 czerwca 2007)
- Reborn (23 września 2009)
- Kleza in Utero (19 listopada 2010)
- Kleza in Marsh (21 grudnia 2010)
- Kleza in Red clay (16 stycznia 2011)

### DVD
- Screaming Birthday (27 czerwca 2007)